# Hermannia tuberculata
Hermannia tuberculata är en kvalsterart som först beskrevs av Covarrubias 1967.  Hermannia tuberculata ingår i släktet Hermannia och familjen Hermanniidae. Inga underarter finns listade i Catalogue of Life.